# Bílá Bříza

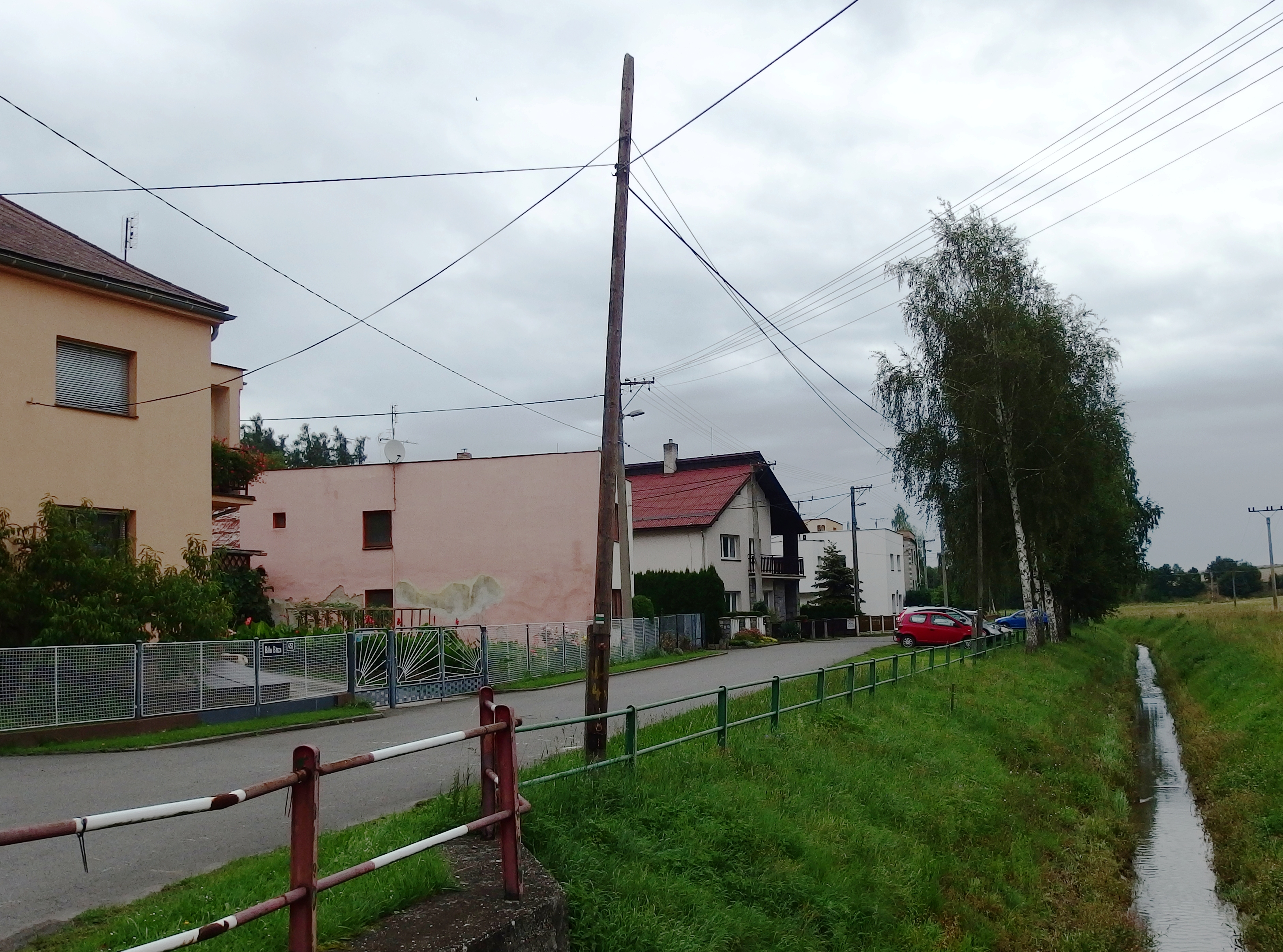
Blick von der Brücke nach Svoboda auf Bílá Bříza

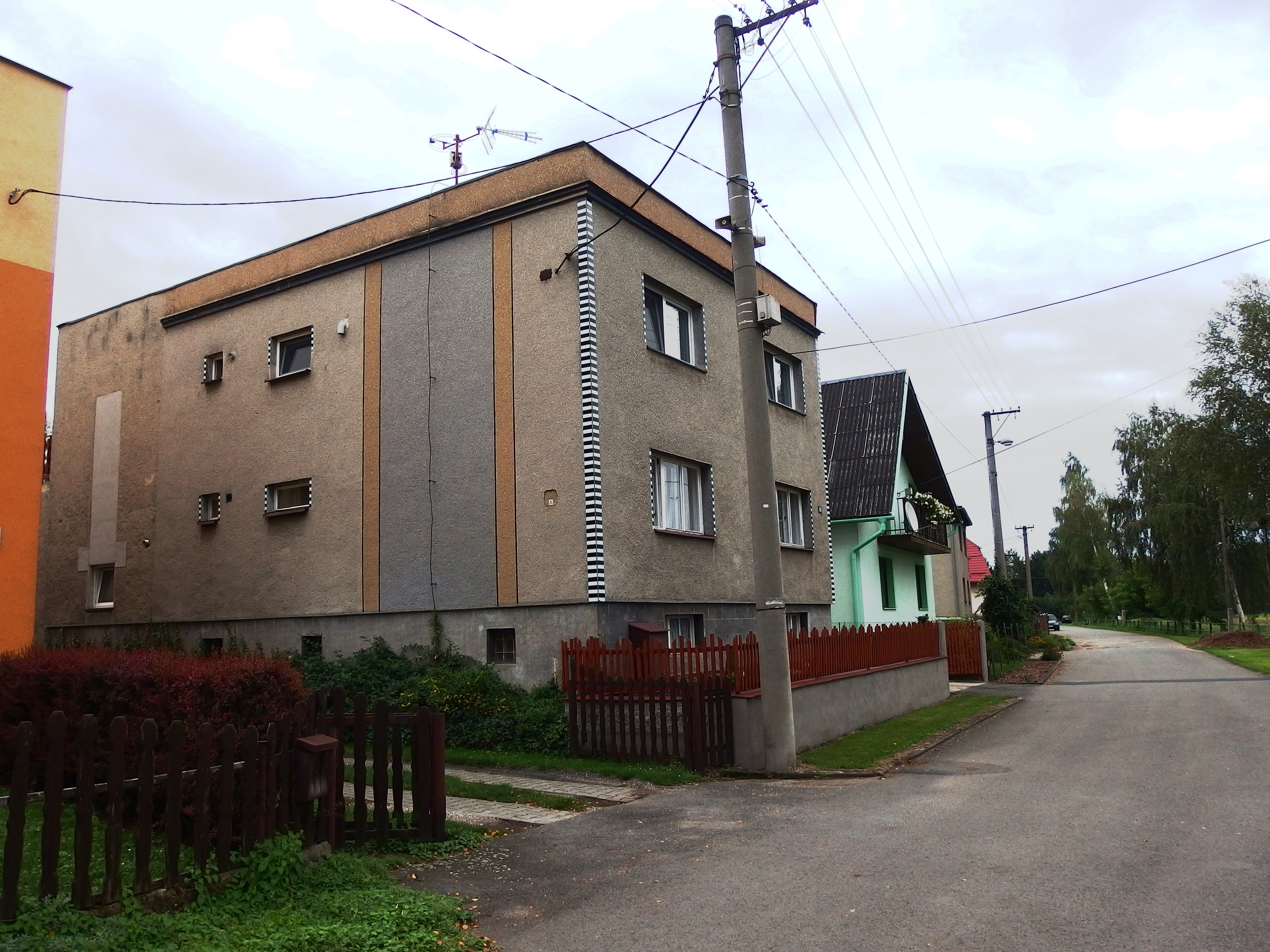
Haus Nr. 13

Bílá Bříza (deutsch Weißbirken, bis 1910 Biala-Brzoza) ist ein Ortsteil der Gemeinde Štěpánkovice (Schepankowitz) in Tschechien. Er liegt neun Kilometer nordöstlich von Opava (Troppau) und gehört zum Okres Opava.

## Geographie
Die Häuserzeile Bílá Bříza erstreckt sich am linken Ufer des Baches Oldrišovský potok (Bilawoda) in der Hlučínská pahorkatina (Hultschiner Hügelland). Östlich der Siedlung verläuft die Schleppbahn des Unternehmens Gypstrend von Kobeřice (Köberwitz) nach Kravaře (Deutsch Krawarn). Im Südwesten erhebt sich der Hadí kopec (303 m n.m.).
Nachbarorte sind Vrbka (Weidental) und Ściborzyce Wielkie (Steuberwitz) im Norden, Kobeřice im Nordosten, Prostřední Dvůr (Mittelhof) und Albertovec (Hilvetihof) im Osten, Štěpánkovice im Südosten, Svoboda (Swoboda) im Südwesten, Arnoštov (Ernsthof) im Westen sowie Oldřišov (Odersch) und Služovice (Schlausewitz) im Nordwesten. 

## Geschichte
Die Kolonie Biala Brzoza wurde im ersten Drittel des 19. Jahrhunderts, rechtsseitig der von Ratibor nach Troppau führenden Straße, auf den Fluren des Gutsbezirks Wrbkau im preußischen Kreis Ratibor gegründet. Die Siedler waren lachischsprachig. 
1830 standen in Biala Brzoza vier Häuser, der Ort hatte 13, durchweg katholische Einwohner. 1864 wurde Bila Brzeza, auch Biała Brzeza bzw. Weisbirke genannt, als ein zur Gemeinde Wrbkau gehöriger Weiler mit zwei Gärtner- und fünf Häuslerstellen beschrieben. Pfarr- und Schulort war Deutsch Krawarn, wobei die Kinder gastweise die Schule in Köberwitz besuchten. Im Jahre 1869 bestand Biala-Brzeza aus acht Häusern und hatte 50 Einwohner. Ab Mai 1874 gehörte die Kolonie zum Amtsbezirk Odersch. Ab dem Ende des 19. Jahrhunderts wurde Biala-Brzoza als Ortsname verwendet. Im Jahre 1900 hatte Biala-Brzoza 57 Einwohner, 1910 waren es 52. Am 26. Oktober 1908 wurden die Landgemeinde und der Gutsbezirk Wrbkau in Weidental umbenannt. 1910 erfolgte auch die Germanisierung des Namens der Kolonie Biala-Brzoza in Weißbirken. 
Aufgrund des Versailler Vertrages von 1919 wurde Weißbirken am 4. Februar 1920 als Teils des Hultschiner Ländchens der Tschechoslowakei zugeschlagen. Beim Zensus von 1921 lebten in den zehn Häusern von Bílá Bříza/Weißbirken 55 Personen; der Ort wurde als Kolonie der Gemeinde Vrbka/Weidental, die fast ausschließlich tschechische Einwohner hatte, betrachtet. Im Jahre 1930 lebten in den elf Häusern von Bílá Bříza/Weißbirken 75 Personen. 
Nach dem Münchener Abkommen wurde Weißbirken am 8. Oktober 1938 zusammen mit dem Hultschiner Ländchen vom Deutschen Reich besetzt. Die Siedlung gehörte nunmehr zum Landkreis Hultschin, der 1939 dem Landkreis Ratibor in der preußischen Provinz Oberschlesien eingegliedert wurde. Am 17. Januar 1939 wurde Weißbirken dem wieder eingerichteten Amtsbezirk Odersch zugeordnet. Nach dem Ende des Zweiten Weltkriegs kam Bílá Bříza wieder an die Tschechoslowakei zurück. Im Jahre 1950 bestand Bílá Bříza aus elf Häusern und hatte 53 Einwohner. 1958 wurde die Kolonie Bílá Bříza von Vrbka nach Štěpánkovice umgemeindet. Im Zuge der Gebietsreform von 1960 wurde der Okres Hlučín aufgehoben und die Siedlung dem Okres Opava zugeordnet. 1970 lebten in den zwölf Häusern von Bílá Bříza 57 Personen. 1991 lebten in den 14 Häusern der Siedlung 70 Menschen. Beim Zensus von 2011 hatte Bílá Bříza 69 Einwohner und bestand aus 14 Wohnhäusern.

## Gemeindegliederung
Der Ortsteil Bílá Bříza ist Teil des Katastralbezirks Štěpánkovice.